# Eublemma boursini
Eublemma boursini is een vlinder uit de familie van de spinneruilen (Erebidae). De wetenschappelijke naam van deze soort werd voor het eerst voorgesteld als Porphyrinia boursini door Hans Bytinski-Salz en Wilhelm Brandt in een publicatie uit 1937.
De soort komt voor in Iran.